# Hammour Ziada
Hammour Ziada (arabisch حمور زيادة, DMG Ḥamūr Ziyāda; * 1979 in Omdurman, Sudan) ist ein sudanesischer Schriftsteller und Journalist.

## Leben
Ziada hat als Kulturjournalist für Zeitungen in Kairo sowie im Sudan gearbeitet und Kurzgeschichten sowie mehrere Romane auf Arabisch veröffentlicht. Sein mit dem Naguib-Mahfouz-Preis preisgekrönter Roman The Longing of the Dervish, sowie The Drowning und einige Kurzgeschichten wurden auch als Übersetzung auf Englisch veröffentlicht.
2019 gewann der Spielfilm Mit 20 wirst du sterben des sudanesischen Filmemachers Amjad Abu Alala Auszeichnungen bei den Internationalen Filmfestspiele von Venedig sowie anderen internationalen Filmfestivals. Die Handlung dieses Films basiert auf Hammour Ziadas Kurzgeschichte „Sleeping at the Foot of the Mountain“ (النوم عند قدمي الجبل).
Tahia Abdel Nasser, einer der Juroren für den Naguib-Mahfouz-Preis, schrieb über The Longing of the Dervish: 
„[Der Roman] verweist auf eine neue sudanesische Literatur mit ihrer kompliziert verwobenen Geschichte, der Erforschung der ethnischen Zuordnungen und ihren vielschichtigen Zwischenbezügen. Es ist nicht nur eine Liebesgeschichte, die durch die Erzählung von Krieg, Gewalt, Fanatismus und Sklaverei verwoben ist, sondern es ist auch eine zeitlose Beschwörung der Unterdrückung überall.“
In einem Artikel des Wall Street Journal aus dem Jahr 2023 wurde Ziadas 2022 auf Englisch übersetzter Roman The Drowning als einer der fünf besten Romane aus dem Horn von Afrika bezeichnet.

## Auszeichnungen
- 2014: Naguib Mahfouz Medal for Literature für seinen Roman The Longing of the Dervish[3]
- 2015: International Prize for Arabic Fiction

## Werke
- 2008: سيرة أم درمانية، مجموعة قصصية
- 2010: الكونج
- 2014: النوم عند قدمي الجبل
- 2014: شوق الدرويش

übersetzt ins Englische als The Longing of the Dervish, American University in Cairo Press, 2015, ISBN 978-9774167881
- 2019: Al-Gharaq, The Drowning, (2022), übersetzt von Paul G. Starkey, ISBN 978-1-62371-906-7